# Иммунные привилегии
Иммунные привилегии — термин, обозначающий статус некоторых частей тела, в которых появление антигена не приводит к воспалительному иммунному ответу. В норме тканевые трансплантаты отторгаются, потому что становятся объектом атаки со стороны иммунной системы. Но в иммунопривилегированных органах и тканях реакция отторжения трансплантата не происходит в течение продолжительного времени. Наиболее известными привилегированными органами являются:
- мозг,
- глаза,
- эмбрион и плацента,
- семенники.

Считается, что иммунные привилегии являются механизмом адаптации, который появился в результате эволюции для предотвращения повреждения наиболее жизненно важных органов со стороны собственной иммунной системы. Например, воспалительный процесс в глазах или мозге может привести к необратимой потере функции этих органов, а иммунный ответ против эмбриона — к самопроизвольному аборту.
С медицинской точки зрения, пересадка роговицы — пока единственная процедура, в которой эта особенность используется в интересах пациента.

## Механизм
Известно, что в иммунопривилегированных зонах антигены при взаимодействии с T-лимфоцитами индуцируют не разрушительный ответ, а толерантность. Поэтому иммунные привилегии — это не столько пассивный статус, сколько активный процесс.
Физические структуры, окружающие привилегированные зоны, блокируют распространение лимфатических сосудов, ограничивая, тем самым, их доступность для элементов иммунной системы. Свой вклад дают также следующие факторы:
- низкий уровень экспрессии главного комплекса гистосовместимости I класса;
- экспрессия неклассических иммунорегуляторных изотипов главного комплекса гистосовместимости;
- высокий уровень экспрессии молекул, ингибирующих систему комплемента;
- локальная продукция цитокинов, вызывающих иммуносупрессию, например, TGF-β[3];
- присутствие нейропептидов;
- конститутивная экспрессия лиганда Fas, контролирующего экспрессирующие рецептор Fas лимфоидные клетки[1][4].

В то же время, относительная изоляция иммунопривилегированных зон может быть причиной аутоиммунных заболеваний.